# Castanotherium stellatum
Castanotherium stellatum är en mångfotingart som beskrevs av Carl 1912. Castanotherium stellatum ingår i släktet Castanotherium och familjen Zephroniidae. Inga underarter finns listade i Catalogue of Life.